# Grad v Hunedoari
Grad v Hunedoari, znan tudi kot Hunyadijev ali Korvinov grad (romunsko Castelul Huniazilor ali Castelul Corvinilor, madžarsko Vajdahunyadi vár), je gotsko-renesančni grad v Hunedoari v Romuniji. Je eden največjih gradov v Evropi in na seznamu sedmih čudes Romunije. 

## Zgodovina
Grad je bil postavljen leta 1446. Graditi so ga začeli po naročilu  Jánosa Hunyadija (romunsko Iancu ali Ioan de Hunedoara), ki je želel prvotni bivalno-obrambni grad, ki ga je zgradil ogrski kralj Karel I., spremeniti. 
Leta 1409 ga je  Sigismund, sveti rimski cesar, dal Vajku (Voyk), očetu Jánosa Hunyadija  kot odpravnino. Leta 1446 je bil János Hunyadi tudi izvoljen za regenta guvernerja Kraljevine Madžarske.
Zgrajen je v gotsko-renesančnem slogu prek starejše utrdbe na skali nad majhno reko Zlaşti. Je velika in veličastna zgradba z visokimi stolpi, bastijoni, notranjim dvoriščem, obarvanimi strehami in številnimi okni in balkoni, okrašenimi s kamnitimi rezbarijami. Grad ima tudi dvojno obzidje in je obdan s pravokotnimi in krožnimi stolpi, arhitekturnimi inovacijami v transilvanski arhitekturi tistega obdobja. Nekateri stolpi ( Kapistranov stolp, Dezerterski stolp, Bobnarski stolp) so bili uporabljeni za zapore. Buzdovanski stolp (kiju podobno orožje) je bil zgrajen v obrambne namene in je imel zunanjost okrašeno z geometrijskimi motivi. Pravokotne oblike stolpov imajo velike odprtine za namestitev večjega orožja.
Grad ima: viteško dvorano, dvorano sveta in krožno stopnišče. Dvorane so pravokotne oblike in so okrašene z marmorjem. Dvorano sveta so uporabljali za slavnostne ali uradne sprejeme, medtem ko se je viteška dvorana uporabljala za gostije. Leta 1456 je János Hunyadi umrl in dela na gradu so se ustavila. Leta 1458 so bila izpeljana nova naročila za gradnjo Matijevega krila gradu. Leta 1480 je bilo delo popolnoma ustavljeno in grad je bil priznan kot ena največjih in najveličastnejših stavb v vzhodni Evropi.
V 16. stoletju ni bilo nobenih izboljšav. V 17. stoletju so dodali estetske in vojaške dodatke. Zgrajena je bila nova Velika palača s pogledom na mesto. Dvonadstropna stavba je imela dnevno sobo in velik bivalni prostor. Za vojaške namene sta bila zgrajena dva nova stolpa: Beli stolp in Topniški stolp. Poleg tega je bilo dodano zunanje dvorišče, ki se je uporabljalo za upravljanje in shranjevanje.
Sedanji grad je posledica domišljije obnovitvenih del, ki so bila izvedena po katastrofalnem požaru in mnogih desetletjih popolnega zanemarjanja. Sodobni »arhitekti so po svoje načrtovali, kako naj bi bil videti velik gotski grad«. 

## Opis
Ena najpomembnejših stvari Jánosa Hunyadija med njegovim vladanjem je bila preoblikovanje gradu. Postal je razkošna hiša, ne samo strateško uveljavljena točka. Z leti so mojstri spremenili podobo gradu, dodali stolpe, dvorane in sobe za goste. Galerijo in bivalno-obrambni grad – zadnji obrambni stolp (imenovan Nebojse, 'ne bojte se' v srbščini), ki je ostal nespremenjen od Jánosa Hunyadija, in Kapistranov stolp (imenovan po svetniku, frančiškanskem menihu iz bitke pri Beogradu leta 1456) so nekateri najpomembnejši deli gradu. Drugi pomembnejši deli so Viteška dvorana (velika sprejemna dvorana), Klubski stolp, Beli bastijon, ki je bil skladišče za hrano, in Dvorana sveta z medaljoni na stenah (med njimi so portreti Mateja Basaraba, vladarja Vlaške, in Vasileja Lupuja, vladarja Moldavije). V krilu gradu, imenovanem Mantle, je mogoče videti sliko, ki prikazuje legendo o krokarju, iz katere izvira ime potomcev Jánosa Hunyadija Korvin.

## Legende
Vlaški vojvoda  Vlad III. (splošno znan kot Drakula) je zaprl Jánosa Hunyadija, vojaškega voditelja in regenta Madžarske v obdobju kraljeve manjšine, sedem let po tem, ko je bil Vlad leta 1462 umaknjen. Kasneje se je Vlad III.  pridružil politični zvezi Jánosa Hunyadija, čeprav je bil odgovoren za usmrtitev njegovega očeta Vlada II. Drakule. Zaradi teh povezav je grad včasih omenjen kot vir navdiha za Brama Stokerja Drakulov grad. V resnici Stoker ni vedel za Vladovo zavezništvo s Hunyadijem, niti za njegov grad. Stokerjeva lastnoročno napisana raziskava ugotavlja, da si je romanopisec izmislil, da je Drakulov grad na praznem vrhu v Transilvaniji v  pogorju Călimani blizu meje z Moldavijo. 
Na grajskem dvorišču blizu kapele iz 15. stoletja je vodnjak, globok 30 metrov. Po legendi so ga izkopali trije turški zaporniki, ki so jim obljubili svobodo, če bodo prišli do vode. Po 15 letih so končali kopanje, toda njihovi biriči niso izpolnili obljube. Rečeno je, da napis na steni vodnjaka pomeni »imate vodo, ne pa duše«. Strokovnjaki pa so takole prevedli napis: »Kdor je napisal ta napis, je Hasan, ki kot suženj džaur živi v utrdbi blizu cerkve«.

## V popularni kulturi
Grad je bil prikazan v videoigri Age of Empires II HD The Forgotten kot čudež madžarske civilizacije. 
Februarja 2007 so v gradu snemali britanski paranormalni televizijski film Most Haunted Live! kot  tridnevno živo raziskavo o duhovih, ki naj bi strašili na gradu, a je bil neprepričevalen.
Leta 2013 so za televizijsko oddajo Ghost Adventures na gradu snemali epizodo kot del Noči čarovnic.
V zadnjem akcijskem prizoru bollywoodskega filma leta 2015 Singh Is Bling je bil igralec Akshay Kumar ustreljen v gradu.
V začetku aprila leta 2016 so na gradu mesec dni snemali prizore za Dragonheart: Dragonheart: Battle for the Heartfire .